# Kim Wilde
Kim Smith (Londres, 18 de noviembre de 1960) más conocida como Kim Wilde es una cantante de pop rock inglesa. Alcanzó la fama en 1981 con su éxito «Kids in America», desde entonces versionada por diversos grupos.
En su época dorada, la década de los 80s, logró consolidarse con sus hits «Cambodia», «You Came» y «You Keep Me Hangin' On.
En 1988 acompañó a Michael Jackson como estrella invitada en el tramo europeo de la gira Bad World Tour.

## Biografía
Descubierta por el productor Mickie Most, su carrera comenzó con un pop más cercano al punk, al rock y a la new wave. Buena parte de sus primeros temas eran composiciones de su padre Marty Wilde y su hermano Ricky Wilde, el cual ejercía la labor de productor. Su primer sencillo, «Kids in America», se publicó en enero de 1981 y se convirtió en un éxito inmediatamente. Su álbum de debut, Kim Wilde, además incluyó los sencillos «Chequered love» y «Water On Glass». Chequered love supuso un sencillo de éxito de seguimiento, más moderado que Kids In America pero logró encabezar Top 10 en diversos países, pudiendo promocionar su álbum debut y confirmar que no se trataba de una One-hit wonder. Water On Glass fue más discreto y tuvo un éxito más moderado en su país natal. Sin embargo, a finales de año se lanzó el sencillo fuera de álbum Cambodia, que supuso otro hit masivo, superando incluso a Kids In America con favor tanto de la crítica y el público. 
Sin embargo, a partir de 1982 su popularidad fue en descenso. Durante 1982 todavía mantuvo una fuerte presencia y aceptación debido al éxito proporcionado por View from a bridge y otro sencillo promocional: Child come away. A pesar de no ser hits masivos, todavía aparecieron entre los veinte primeros en la listas de radio de varios países, y tuvieron radiodifusión suficiente para su promoción. El álbum Select lanzado ese mismo año tuvo unas ventas todavía consideradas buenas y moderadas.
El punto más crítico fue en 1983 ya que pasó de un pop orientado al rock y new wave, a un pop experimental, con rasgos del tecno-pop. Aunque cercano al new wave, sin ser pop comecial, la crítica pareció interpretarlo así, logrando ignorar sus lanzamientos. Es por ello que el álbum lanzado ese mismo año, Catch As Catch Can, solo contó con un sencillo éxitoso de todos los lanzados. Love Blonde, una canción de composición jazz, con un estilo dance-pop y new wave, logró un pequeño éxito, muy discreto. Aún así su aparición en programas musicales era recibida calurosamente y los fans demostraban más que su satisfacción, sin embargo falló en generar un impacto comercial, finalizando su contrato con Rak Records sin renovación.
En 1984 firmó con MCA Records. Su álbum de ese año, Teases and Dares la devolvió a las listas. Con un éxito pequeño comparado con lo que vendría en los años posteriores, este álbum contó con un rendimiento mejor frente a sus lanzamientos anteriores. The Touch fue la primera canción lanzada como sencillo. Logró un éxito discreto en Europa. The Second Time fue el sencillo principal logrando un éxito más general y amplio, llegando tanto a Reino Unido como Alemania al Top 20. Esta canción apareció en Knight Rider junto con su videoclip. El sencillo Rage to love lanzado durante 1985 también tuvo en éxito más amplio, en Reino Unido. La canción Is It Over, extraída del álbum, fue incluida en la banda sonora de Beverly Hills Cop (Detective en Hollywood). Por tanto, este álbum, con un corte más synth-pop comercial que sus anteriores, pero con un fuerte estilo new wave le dio un sonido más actualizado, dándole presencia en TV, aunque sin volver a lograr un éxito más internacional y masivo.
En la segunda mitad de los años ochenta, Wilde se decantó por un pop más clásico y bailable. En 1986 publicó su álbum Another Step que incluía «You keep me hangin' on» (versión de una canción del grupo The Supremes), que llegó a ser su primer y único número uno en Estados Unidos. Esto la consagró volviendo a centrar el foco en ella, de forma internacional, ya que el sencillo fue exitoso en todo el mundo. Schoolgirl fue un sencillo exitoso en Europa y Australia, y Another Step tuvo un gran éxito en Reino Unido, contando con videoclip. Say you really want me contó con un videoclip polémico lo que le dio alcance a su fama. 1988, tras publicar su álbum Close participó como artista invitada en el Bad World Tour de Michael Jackson a su paso por Europa, y alcanzó gran éxito en el continente con canciones como «You came», «Never trust a stranger» o «Four letter word»; siendo You Came otro éxito masivo siendo número 1 en varios países.
En los años noventa, Kim Wilde publicó sencillos de éxito como «Love is holy» (producido por Rick Nowels), y «If I can't have you» (versión de la canción que los Bee Gees escribieron para la banda sonora de la película Fiebre del sábado noche e interpretada originalmente por Yvonne Elliman), primer título de su exitoso recopilatorio The Singles Collection 1981-1993, aunque no logró consolidarse durante esta década, siendo sus trabajos más maduros y retrospectivos, fueron críticamente rechazados. Con Love is holy, logró su mayor punto durante esta década.
Wilde inició en 1994 su gira The Hits Tour con distintos conciertos por Europa, Japón y Australia. En 1995 publicó su siguiente álbum Now And Forever con influencias de R&B y soul, pero que no tuvo el éxito deseado. En 1996 Kim Wilde debutó como actriz en los escenarios del West End londinense como Mrs. Walker, en el musical Tommy basado en la ópera rock de la banda The Who. Allí conoció al actor Hal Fowler, que sería su marido y padre de sus dos hijos. Después de esta temporada, se retiró temporalmente de la música, aunque comenzaría una nueva faceta presentando diversos programas de televisión sobre jardinería.
En 2001 se produjo el regreso de Kim Wilde al pop. Volvió a los escenarios formando parte del tour Here And Now, un concierto de artistas de los años ochenta. Ese mismo año grabó una nueva canción «Loved», que fue incluida en un álbum recopilatorio, y que se convirtió en un éxito sorpresa en Bélgica. En 2002 publicó el sencillo «Born to Be Wild», versión del clásico de Steppenwolf, y en el verano de 2003 obtuvo un gran éxito con «Anyplace, anywhere, anytime», a dúo con la estrella alemana del pop Nena. El sencillo alcanzó el top 10 en países como Alemania, Bélgica, Austria, Países Bajos y Suiza.
En 2006, Wilde firmó un nuevo contrato discográfico y publicó You came 2006, como avance de su décimo álbum de estudio, y que alcanzó el top 20 en diversos países europeos. El álbum Never Say Never incluyó ocho nuevas canciones y cinco versiones de sus mayores éxitos. El segundo sencillo, elegido por los fanes en su página oficial, fue «Perfect Girl», editado en noviembre de 2006 y que estuvo nueve semanas en la lista de los top 100 singles de Alemania. En marzo de 2007 salieron los sencillos «Together we belong» y «Baby obey me» en una remezcla con la colaboración del rapero alemán Ill Inspecta.
El 27 de agosto de 2010, Kim Wilde publicó su undécimo álbum, titulado Come Out And Play, precedido por el sencillo «Lights down low», editado el 13 de agosto de 2010.
Su duodécimo álbum, Snapshots, salió a la venta el 26 de agosto de 2011, y se compone de versiones de canciones de otros artistas de las últimas cinco décadas. El primer sencillo fue una doble cara A de «It's Alright» y «Sleeping Satellite» editado el 19 de agosto. Los siguientes sencillos solo se editaron en formato digital: el segundo se publicó el 2 de diciembre de 2011 y fue «To France», originalmente interpretada por Mike Oldfield y la voz de Maggie Reilly, y el tercero se publicó el 24 de febrero de 2012 y fue una versión del tema de Buzzcocks titulado «Ever Fallen In Love».
El primer álbum de Navidad de Kim, Wilde Winter Songbook, fue lanzado el 4 de noviembre de 2013 en el Reino Unido y el 22 de noviembre de 2013 en Alemania en su propio sello discográfico, Wildeflower Records. El álbum tiene seis clásicos navideños, tales como «Have yourself a merry little Christmas», «Let it snow» y «Winter wonderland», además de seis nuevas canciones. Kim Wilde cantó a dúo con Nik Kershaw, Rick Astley, su esposo Hal Fowler y su padre Marty Wilde.
El 18 de diciembre de 2017, Wilde publicó un sencillo de Navidad con Lawnmower Deth titulado "F U Kristmas" 
En 2018 publicó su álbum más reciente, Here Come the Aliens, cuyo título se inspiró en una experiencia personal que Kim tuvo al avistar un ovni en 2009.

## Discografía

### Álbumes
- Kim Wilde (1981).
- Select (1982).
- Catch As Catch Can (1983).
- Teases & Dares (1984).
- Another Step (1986).
- Close (1988).
- Love Moves (1990).
- Love Is (1992).
- Now & Forever (1995).
- Never Say Never (2006).
- Come Out And Play (2010).
- Snapshots (2011).
- Wilde Winter Songbook (2013).
- Here Come The Aliens (2018).
- Closer (2025).

### Recopilatorios
- The Very Best Of (1985).
- The Singles Collection 1981–1993 (1993).
- The Very Best Of Kim Wilde (2001).

## Videoclips
- Kids in America (1981).
- Chequered Love (1981).
- Cambodia (1982).
- View From A Bridge (1982).
- Dancing In The Dark (1983).
- Love Blonde (1983).
- The Second Time (Go For It) (1984).
- The Touch (1984).
- Rage To Love (1985).
- You Keep Me Hangin' On (1986).
- Another Step (Closer to You) (1987).
- Say You Really Want Me (1987).
- Hey Mr. Heartache (1988).
- You Came (1988).
- Never Trust A Stranger (1988).
- Four Letter Word (1988).
- Love In The Natural Way (1989).
- It's Here (1990).
- Can't Get Enough (Of Your Love) (1990).
- Time (1990).
- Love Is Holy (1992).
- Heart Over Mind (1992).
- Who Do You Think You Are (1992).
- Million Miles Away (1992).
- If I Can't Have You (1993).
- In My Life (1993).
- Kids In America 94 (1994).
- Breakin' Away (1995).
- This I Swear (1996).
- Shame (1996).
- Born To Be Wild (2002).
- You Came 2006 (2006).
- Perfect Girl (2006).
- It's Alright (2011).
- Sleeping Satellite (2011).
- Pop Don't Stop (2018).
- Kandy Krush (2018).
- Shine On ft Boy George (2021)